# Chalatenango
Chalatenango ist eine Gemeinde und gleichzeitig die Hauptstadt des Departamento Chalatenango in El Salvador. Sie befindet sich auf einer Höhe von 396 m und 47 km nordöstlich von der salvadorianischen Hauptstadt San Salvador entfernt. Die Gemeinde hat eine Gesamtfläche von 132,2 km² und ist in 6 Kantone aufgeteilt, in denen insgesamt 29.271 Einwohner leben.

## Geschichte
Die Stadt wurde noch vor der Zeit der spanischen Besetzung von dem indigenen Volk der Lenca gegründet, wurde im fünfzehnten Jahrhundert jedoch an das Volk der Pipil abgegeben. Im Jahr 1550 zählte die Siedlung rund 600 Einwohner. Der Bürgermeister von San Salvador, Manuel Corral de Galvez, schrieb im Jahre 1740, dass Chalatenango nur noch etwa 125 Einwohner hatte. Am 16. Februar 1831 erhielt die Siedlung den Rang Villa (Kleinstadt) in Anerkennung an die wichtigen Dienstleistungen im Prozess der Unabhängigkeit El Salvadors.
Chalatenango wurde durch den Bürgerkrieg stark beeinflusst. Viele Menschen in der Stadt mussten ihre Häuser verlassen. In den frühen 1990er Jahren und nach dem Friedensabkommen haben die Menschen die Region jedoch wiederbesiedelt.

### Name
Der Name Chalatenango kommt aus dem Nawat, der Sprache der Pipil. Er setzt sich aus den Wörtern chal (Sand), at (Wasser) und tenango (Tal) zusammen. Zusammengesetzt bedeutet es dann also so viel wie Tal des sandigen Wassers.

## Söhne und Töchter der Stadt
- Carlos Humberto Romero (1924–2017), Präsident von El Salvador von 1977 bis 1979
- Evelio Menjivar-Ayala (* 1970), römisch-katholischer Geistlicher und Weihbischof in Washington
- Papa A.P. (* 1981), Reggaetonsänger und Produzent in Kanada